# Лепорский, Пётр Иванович
Пётр Ива́нович Лепо́рский (22.08.1871, Арзамас, Нижегородская губерния —27.07.1923, Петроград) — русский духовный писатель, протоиерей, профессор Петербургской духовной академии.

## Биография
Родился в семье священника нижегородской губернии.
Окончил Нижегородское духовное училище (1885), Нижегородскую духовную семинарию (1891) и Санкт-Петербургскую духовную академию со степенью кандидата богословия (1895). В течение года, с 16 августа 1895 года, был стипендиатом при кафедре догматического богословия для приготовления к профессорскому званию. А. Л. Катанский, писал: 

ещё за год до отставки, в 1895 г., я озаботился избрать и подготовить себе преемника по кафедре в лице одного из самых лучших, окончивших в этом году курс студентов, П. И. Лепорского.
С 4 октября 1896 года исполняющий обязанности доцента — читал лекции по догматическому богословию для студентов III и IV курсов. После защиты 26 июня 1901 года диссертации утверждён в степени магистра богословия и доцента.
В 1901—1902 годах участвовал в Религиозно-философских собраниях, с 1908 года член Петербургского религиозно-философского общества.
В 1902 году лауреат Макариевской премии, заведующий конторой журнала «Церковный вестник», надворный советник.
Указом Святейшего Синода № 11219 от 25 ноября 1903 года назначен членом Комиссии по сношению со старокатоликами и англиканами.
С 1905 года экстраординарный профессор Санкт-Петербургской духовной академии по кафедре догматического богословия; 26 июня 1905 года получил чин коллежского советника. В 1906–1914 годах председатель студенческого богословского кружка.
6 сентября 1907 года определён митрополитом Антонием (Вадковским) настоятелем храма Воскресения Христова («Спас на крови») в Санкт-Петербурге, 14 сентября рукоположён во диакона, 16 сентября — во священника с награждением набедренником, 3 октября награждён камилавкой и наперсным крестом, 14 октября возведён в сан протоиерея.
С октября 1911 года законоучитель в Петербургском историко-филологическом институте: преподавал богословие на первых трёх курсах и историю Церкви на историко-географическом отделении.
Во время Первой мировой войны сопровождал на фронтах Северный её Величества военно-санитарный поезд. С 23 декабря 1916 года главный священник армий Румынского фронта с оставление в занимаемых должностях.
В 1917 году председатель II Всероссийского съезда военного и морского духовенства. Член Поместного Собора Православной Российской Церкви от военного и морского духовенства, участвовал во всех трёх сессиях, заместитель председателя XXI, член II, V, XII, XIII отделов.
С 15 декабря 1917 по 2 февраля 1918 года занимался демобилизацией священников армий фронта, продолжал настоятельствовать в храме «Спас на крови».
С 1920 года старший архивист 2-го отделения 4-й секции Единого государственного архивного фонда, с декабря 1921 года профессор по кафедре иностранных исповеданий Петроградского Богословского института, преподавал сравнительное богословие и «введение в науку о религии».
Скончался от скоротечной чахотки. Похоронен на Никольском кладбище Александро-Невской лавры.

## Семья
Братья — Александр Иванович Лепорский (ректор Псковской духовной семинарии), Николай Иванович Лепорский (терапевт, действительный член Академии медицинских наук СССР).
Жена Надежда Александровна Владимирская. Дочь Людмила.

## Награды
- орден Св. Станислава 3-й ст. (06.05.1902)
- орден Св. Анны 3-й ст. (06.05.1905)
- орден Св. Станислава 2-й ст. (06.05.1907)
- орден Св. Анны 2-й ст. (06.05.1910)
- орден Св. Владимира 4-й ст. (06.05.1913)